# George W. Jones
George Wallace Jones, född 12 april 1804 i Vincennes i Indianaterritoriet, död 22 juli 1896 i Dubuque i Iowa, var en amerikansk demokratisk politiker och diplomat. Han representerade delstaten Iowa i USA:s senat 1848–1859.
Jones utexaminerades 1825 från Transylvania University. Han studerade därefter juridik. Han flyttade sedan till Michiganterritoriet. Han deltog i Black Hawk-kriget.
Jones representerade Michiganterritoriet i USA:s kongress som en icke röstberättigad delegat 1835-1837. Han representerade sedan det nya Wisconsinterritoriet som en icke röstberättigad delegat i kongressen 1837-1839. Michigan blev 1837 delstat men Jones bodde i den del av det gamla Michiganterritoriet som skildes åt från resten av Michigan för att bilda Wisconsinterritoriet.
Iowa blev 1846 delstat men de två första senatorerna för Iowa, Jones och Augustus C. Dodge, tillträdde först 1848. Jones efterträddes 1859 som senator av James W. Grimes.
Jones tjänstgjorde 1859-1861 som chef för USA:s diplomatiska beskickning i Nya Granada (tidigare Storcolombia). Utrikesministern William H. Seward såg till att Jones blev anhållen i samband med hemkomsten till USA på grund av brevväxlingen med Jefferson Davis. Efter 34 dagar i häktet beordrade USA:s president Abraham Lincoln Jones frigivning.
Jones grav finns på Mount Olivet Cemetery i Dubuque. Jones County, Iowa har fått sitt namn efter George W. Jones.